# Правиков, Александр Фёдорович
Александр Фёдорович Правиков (1772—1820) — российский архивист; продолжатель «дела жизни» своего отца Фёдора Денисовича Правикова.

## Биография
Александр Правиков родился в 1772 году и очень рано начал свою служебную деятельность в канцелярии Правительствующего Сената, в которой служил и его отец Фёдор Денисович Правиков. Уже в январе 1783 года, когда ему было одиннадцать лет, он стал копиистом, а 1 августа 1786 года был назначен подканцеляристом.
Позднее А. Ф. Правиков занимал постепенно должности повытчика, канцеляриста, регистратора и протоколиста, в мае 1797 года произведен в губернские секретари, а 21 августа 1800 года в титулярные советники, причем по ордеру обер-прокурора Щетнева отправлял секретарскую должность.
27 ноября 1802 года он был назначен регистратором в 5-й Департамент Правительствующего Сената, в январе 1808 года определён секретарем во 2-е отделение 6-го Департамента.
31 декабря 1811 года Правиков был произведён в надворные советники. На Правикова, возлагалось исполнение многих дополнительных различных служебных обязанностей, что побудило Правикова в марте 1813 года просить об увольнении от службы, причем в своем прошении он упоминал и о том, что во время Отечественной войны 1912 года, при выезде из Москвы, ввиду приближения армии Наполеона, он по дороге в Муром был «сильно разбит лошадью» и, вследствие этого, вынужден был вернуться в Москву, где два раза болел гнилой горячкою. Эта болезнь, а также разорение французами всего его имущества, повергли его с семейством в совершенную нищету.
Получив отставку Александр Фёдорович Правиков продолжал работу над «Памятником из законов, руководствующим к познанию приказного обряда, собранным по азбучному порядку», который начал его отец, но не успел осуществить всё задуманное; умер 28 марта 1820 года в городе Москве. Вплоть до появления «Свода законов Российской империи» упомянутый «Памятник» являлся, пожалуй, самым масштабным проектом такого рода в Российской империи.